# اکبرآباد (فسا)
اکبرآباد (فسا)، روستایی از توابع بخش ششده و قره‌بلاغ شهرستان فسا در استان فارس ایران است.

## جمعیت
این روستا در دهستان ششده قرار دارد و براساس سرشماری مرکز آمار ایران در سال ۱۳۸۵، جمعیت آن ۲٬۲۳۰ نفر (۵۳۴خانوار) بوده‌است.